# Комишенка (Петропавловський район)
Коми́шенка (рос. Камышенка) — село у складі Петропавловського району Алтайського краю, Росія. Адміністративний центр та єдиний населений пункт Комишенської сільської ради.
Стара назва — Комишенське.

## Населення
Населення — 1483 особи (2010; 1813 у 2002).
Національний склад (станом на 2002 рік):
- росіяни — 99 %